# 阮文明
阮文明（1929年2月—2006年11月24日），越南共和国军队陆军中将。因为会演奏吉他，当时在越南共和国军队中外号“弹明”。1975年4月28日，他与家人一起逃离越南。之后他搬到了美国加利福尼亚州的圣地亚哥居住。2006年11月24日，他在定居地去世，享年77岁。

## 生平
阮文明1929年2月出生於西貢的一個富有的商人家庭。

### 越南國軍
1951年3月，阮文明入伍參加越南國軍。

### 越南共和國軍隊
1955年，在首相吳廷琰將越南國軍改名爲越南共和國軍隊後，楊文明被任命為越南第61營營長。1956年11月，全民公投後，吳廷琰成爲總統，阮文明被晉升爲少校，並被任命爲堤岸省德和縣縣長。1959年6月，他被任命為安江省省長，接替阮高中校，並將德和縣縣長一職移交給杜建遶少校。1960年10月26日越南第一共和國國慶節，阮文明被提升爲中校。

### 1975年
1975年3月，阮文明再次被任命爲首都軍區司令（Tư lệnh Biệt khu Thủ đô）兼首都西貢、堤岸總鎮（Tổng trấn Đô Thành Sài Gòn, Chợ Lớn），接替鍾進剛。
1975年4月底的首都特別區司令部人員：
- 司令[2]：阮文明中將
- 司令[3]：林文發中將
- 副司令：李伯喜准將
- 參謀長：吳文明（Ngô Văn Minh）大校
- 部隊安全：范才迭（Phạm Tài Điệt）大校
- 砲兵指揮：阮達生（Nguyễn Đạt Sinh）中校
- 特區海軍：裴金月（Bùi Kim Nguyệt）大校

## 家庭
- 妻子：潘氏美容（Phan Thị Mỹ Dung）
- 子女：阮明俊（Nguyễn Minh Tuấn），阮明聰（Nguyễn Minh Thông），阮明泰（Nguyễn Minh Thái），阮林美玲（Nguyễn Lâm Mỹ Linh），阮明心詹森（Janssens Nguyễn Minh Tâm），阮明洵（Nguyễn Minh Tuân）